# Isabella di Castiglia
Isabella I di Castiglia, detta Isabella la Cattolica (in castigliano: Isabel I de Castilla e la Católica; Madrigal de las Altas Torres, 22 aprile 1451 – Medina del Campo, 26 novembre 1504), è stata regina di Castiglia e León dal 1474 al 1504, regina consorte di Aragona, Sicilia, Valencia, Sardegna, Maiorca e titolare di Corsica, contessa consorte di Barcellona e delle contee catalane dal 1479 al 1504. Isabella I di Castiglia e suo marito Ferdinando II di Aragona unirono le corone della Spagna in unione dinastica, passando alla storia come i primi re di Spagna.

## Biografia

### Famiglia d'origine
Appartenente al casato di Trastámara, era figlia del re di Castiglia e Léon Giovanni II e di Isabella del Portogallo.
I suoi nonni paterni erano Enrico III di Castiglia e Caterina di Lancaster; quelli materni don Giovanni d'Aviz (figlio del re del Portogallo Giovanni I e di sua moglie Filippa di Lancaster), e Isabella di Braganza, figlia del duca di Braganza Alfonso e di Beatriz Pereira de Alvim (unica figlia di Nuno Álvares Pereira, conestabile del regno e conte di Arraiolos, Barcelos e Ourém).
Era sorellastra del re di Castiglia e Léon Enrico IV.

### Infanzia
Quando i suoi genitori si unirono in matrimonio il 17 agosto del 1447 a Madrigal de las Altas Torres, suo padre Giovanni II era vedovo di Maria d'Aragona, figlia del re Ferdinando I, dalla quale aveva avuto un figlio, Enrico, nato nel 1425.
Nel 1454 Giovanni II morì lasciando orfani Isabella e suo fratello Alfonso, rispettivamente di tre anni e un anno. La morte del marito produsse in Isabella d'Aviz un profondo stato di malinconia, tanto da farle decidere di rinchiudersi nel castello di Arévalo, dove sarebbe rimasta per 42 anni, fino alla morte.
Nella sua adolescenza ebbe una relazione con il giovanissimo amico d'infanzia Gonzalo Fernández de Córdoba, cugino di secondo grado del futuro consorte aragonese, che aveva due anni meno di lei.

### Erede al trono

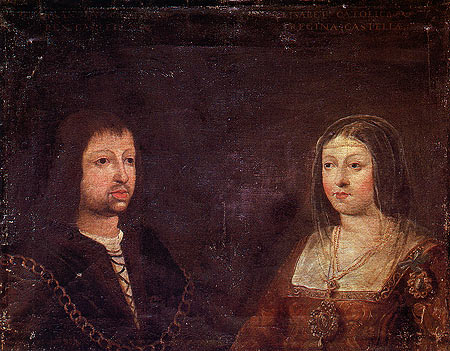
Ritratto matrimoniale del re Ferdinando II d'Aragona e della regina Isabella di Castiglia

Al trono salì il fratellastro Enrico IV, mentre suo fratello Alfonso, sempre nel 1454, ricevette il titolo di principe delle Asturie, destinato all'erede al trono.
Nel 1455 Enrico IV si sposò (in seconde nozze) con Giovanna del Portogallo, figlia del re Edoardo e di Eleonora d'Aragona (figlia di Ferdinando I e di Eleonora d'Alburquerque). Da questa unione, nel 1462, nacque finalmente il legittimo erede al trono, una figlia: Giovanna.
Una parte di nobili della corte che già riveriva Alfonso quale principe delle Asturie, sfruttando molto abilmente la voce che Enrico IV fosse impotente, aveva diffuso la diceria, molto probabilmente inventata, che la figlia di Giovanna del Portogallo fosse figlia non di Enrico IV, ma di uno dei suoi migliori amici, Beltrán de la Cueva, che in quegli anni aveva fatto una rapida carriera alla corte castigliana e, da allora, le fazioni contrarie al sovrano cominciarono a denominare la figlia Giovanna, a cui il padre aveva concesso il rango di principessa della Asturie, con il soprannome Beltraneja.

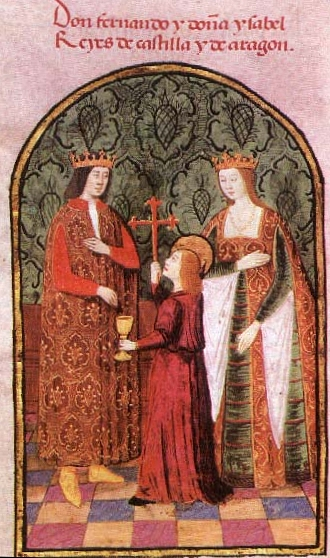
Isabella e il marito Ferdinando

Quando suo fratello Alfonso morì improvvisamente il 5 luglio del 1468 per cause sconosciute, Isabella venne designata erede al trono di Castiglia da Enrico IV in un trattato (Tratado de los Toros de Guisando) nel quale la principessa aveva accettato la clausola che avrebbe sposato il re del Portogallo Alfonso V, mentre il re di fatto riconosceva l'illegittimità della figlia Giovanna.
I pretendenti alla mano di Isabella erano due: oltre ad Alfonso V vi era il cugino di Isabella Ferdinando, unico maschio nato al duca di Peñafiel, re di Navarra e re di Aragona Giovanni II dalla sua seconda moglie Giovanna Enríquez, figlia dell'ammiraglio di Castiglia, signore di Medina de Rioseco e conte di Melgar Federico Enriquez (?-1473).
Le preferenze di Isabella andarono al secondo, così il 19 ottobre 1469, senza l'approvazione del fratellastro Enrico IV, Isabella e Ferdinando si sposarono segretamente. Isabella era davvero innamorata di suo marito, tanto che in una lettera gli scrisse: «La discussione che si è suscitata circa il diritto al trono non ha meno disgustato me che voi. Che bisogno c'è mai di chiarire i diritti tra coloro i quali i corpi, le anime e i beni sono uniti dall'amore più puro e per il vincolo del santo matrimonio? [...] Sarei ben stolta se non vi amassi più di tutti i Regni».
Irritato dal fatto che il matrimonio fosse stato celebrato senza il suo assenso, Enrico IV diseredò Isabella e dichiarò pubblicamente, assieme alla moglie, che Giovanna la Beltraneja era sua figlia legittima e la proclamò principessa ereditaria, con la cerimonia de la Val de Lozoya, un prato vicino a Buitrago.

### Guerra di successione
Questa decisione diede origine a una serie di conflitti tra coloro che sostenevano Giovanna e quelli che appoggiavano Isabella. Alla morte improvvisa di Enrico IV si scatenò tra questi due partiti una vera e propria guerra di successione, finché Isabella il 13 dicembre 1474 fu proclamata regina di Castiglia e Ferdinando divenne re consorte con il nome di Ferdinando V, mentre la Beltraneja, che ugualmente reclamava la corona, era stata promessa ad Alfonso V del Portogallo.
Immediatamente, il re del Portogallo, designato sovrano di Castiglia e León dai partigiani della moglie nonostante Isabella fosse già stata incoronata regina con il marito, invase la Castiglia (estate del 1475), per difendere i diritti della consorte; lo scontro decisivo avvenne nei pressi di Toro, la città in cui si era insediata e dove teneva la corte Giovanna la Beltraneja.
Ferdinando aveva a disposizione un modesto esercito che però Isabella riuscì ad accrescere, ottenendo aiuto dai nobili, dai conventi e dalle abbazie. Il 1º marzo 1476, nella battaglia di Toro, Ferdinando, comandante dell'esercito castigliano, mise in fuga Alfonso, che vedendo i propri sostenitori in Castiglia diminuire si ritirò in Portogallo con Giovanna, scortata dal figliastro Giovanni, erede al trono lusitano.
La pace fu sottoscritta ad Alcáçovas (Viana do Alentejo), il 4 settembre del 1479, dal figlio Giovanni, in quanto Alfonso V si era da tempo ritirato nel convento di Varatojo a Torres Vedras dove morì nel 1481, e alla sua morte anche Giovanna si ritirò in monastero a Coimbra dove visse fino al 1530.
Il trattato venne controfirmato a Toledo nel marzo del 1480 da Isabella e Ferdinando.

### Sul trono di Castiglia e conquista del regno di Granada

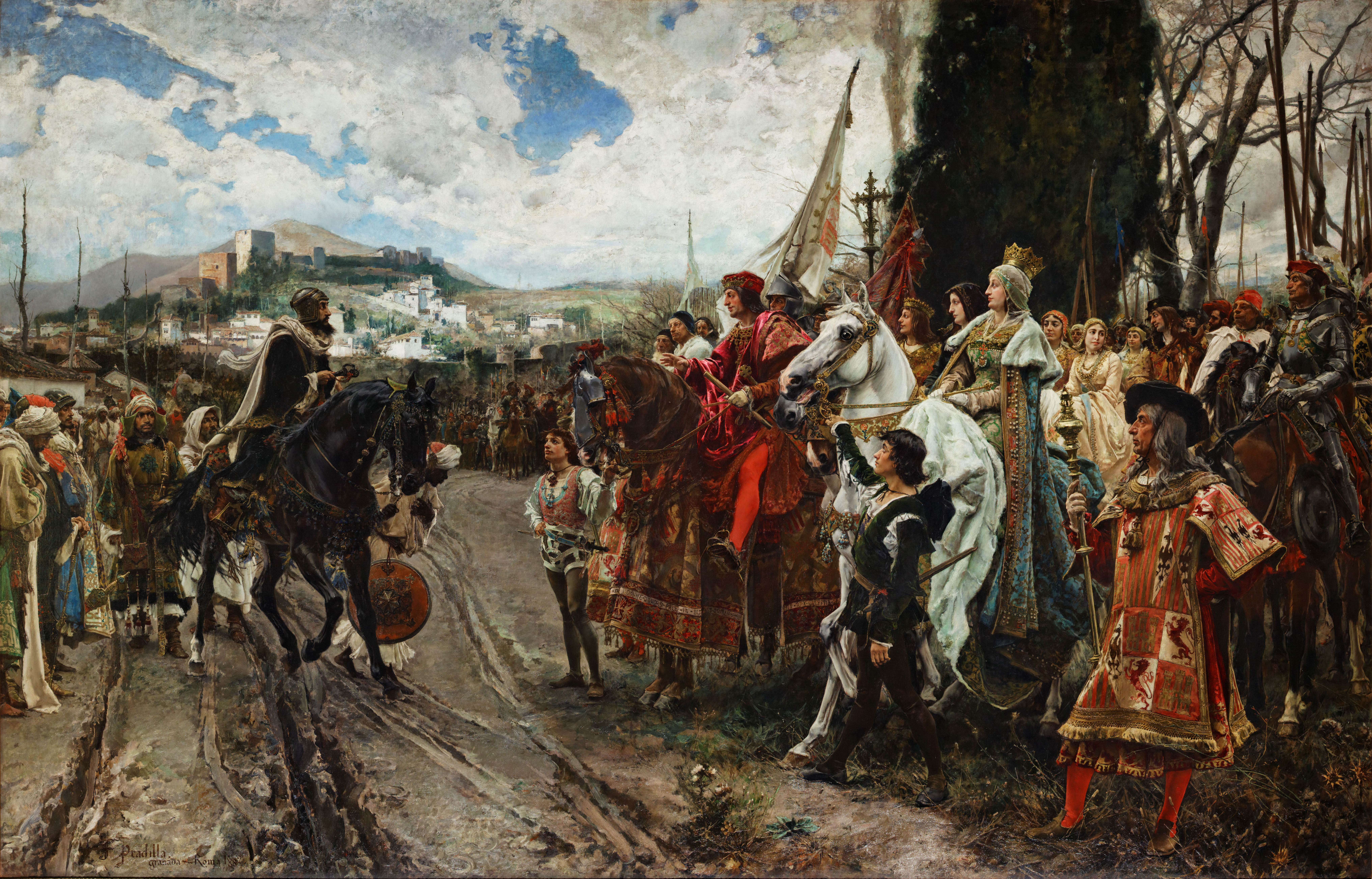
La resa di Granada di Francisco Pradilla Ortiz

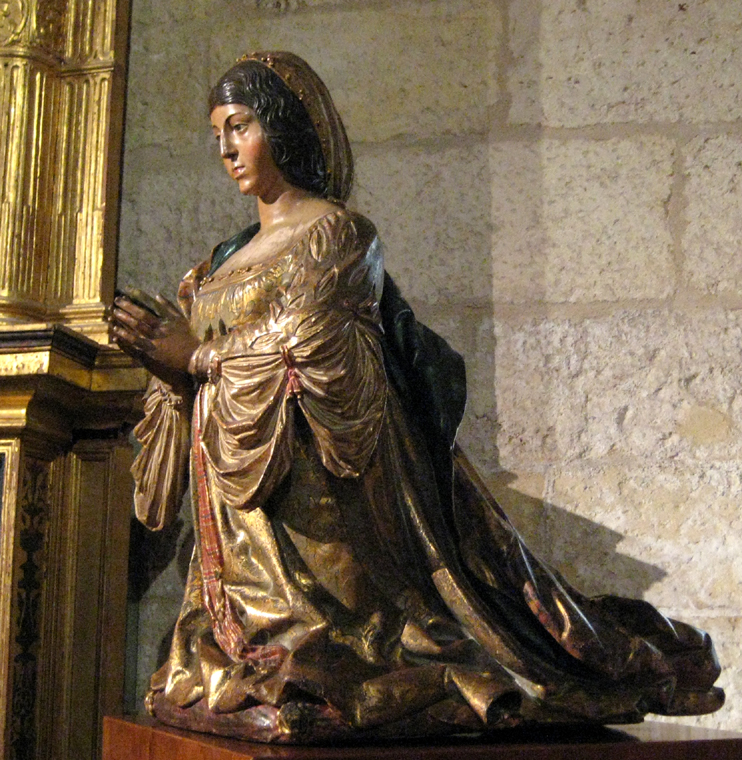
Cattedrale di Granada: statua lignea della regina

L'insediamento sul trono di Isabella era avvenuto il 13 dicembre 1474 (due giorni dopo la morte del fratellastro Enrico) a Segovia; Ferdinando era assente, ma al suo ritorno reclamò i suoi diritti sulla corona di Castiglia e nel 1475, con il concordato di Segovia, veniva deciso che la sovrana poteva esercitare il suo potere regale in Castiglia ma non in Aragona mentre Ferdinando, oltre a essere titolare della potestà regia in Aragona, per il contratto di matrimonio (capitulaciones), in Castiglia poteva amministrare la giustizia congiuntamente o separatamente; le ordinanze reali venivano firmate da entrambi; le monete recavano insieme le due effigi e i sigilli reali portavano le armi delle due casate; infine Ferdinando si occupava della politica estera.
Alla morte del suocero Giovanni II avvenuta il 20 gennaio 1479, il marito Ferdinando oltre che re di Sicilia divenne re di Aragona e, nello stesso anno, fu decretata l'unione de facto della Castiglia con la Corona d'Aragona, e fu applicato il contratto di matrimonio, per cui i due Stati, benché uniti, mantenevano governi separati.
A partire dal 1481 Ferdinando si occupò della conquista del regno dei Nasridi di Granada, dove mise in mostra le sue doti di diplomazia e di attitudini militari, già evidenziate nella guerra civile. L'assedio terminò nel 1492 con la capitolazione dell'ultimo sovrano musulmano della penisola iberica Boabdil (1459-1528); il 2 gennaio 1492 la città si arrese, dopo sei mesi di accerchiamento, e Isabella vi entrò vittoriosa con il crocifisso in mano (come spesso viene rappresentata), completando così la Reconquista.
La conquista di Granada riuscì a eliminare le contestazioni interne e fece guadagnare prestigio ai monarchi di Castiglia e Aragona agli occhi degli Stati cristiani. Il territorio di Granada fu annesso al regno di Castiglia e, nel 1492, i governi vennero congiunti. Insieme alle regioni peninsulari i Re cattolici di Spagna possedevano le Baleari, la Sicilia e la Sardegna.

### I Re Cattolici (Los reyes católicos)

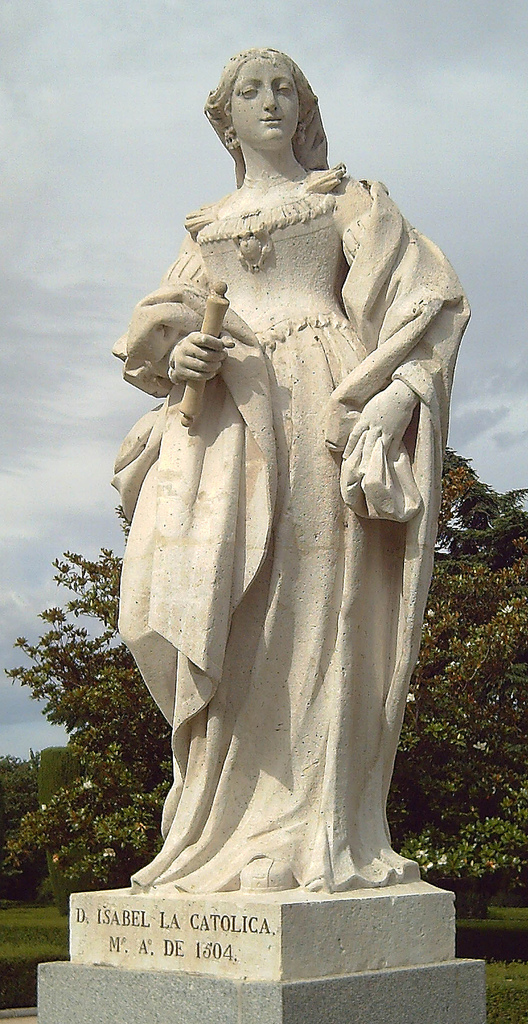
Statua d'Isabella di Castiglia a Madrid (G.D. Olivieri, 1753)

Monogramma personale di Isabella di Castiglia

Per sottrarre il nuovo regno al feudalesimo arcaico che ancora vi dominava e consolidare la monarchia nel senso assolutista per diritto divino, che già aveva mostrato la propria forza in Francia con Filippo il Bello e poi con i Valois, i nuovi sovrani provvidero a riformare i rapporti con la nobiltà e il clero; lo strumento principale e più innovativo a questo scopo furono le Cortes, sorta di parlamenti nei quali erano rappresentati i nobili, il clero e alcune città, che potevano proporre ai sovrani nuove leggi - la cui approvazione rimaneva comunque esclusivo diritto reale.
Ma lo strumento principale di consolidamento del nuovo regno assolutista fu la religione cattolica, di cui i nuovi re di Castiglia e Aragona ben conoscevano la forza di coesione e la potenza di instrumentum regni: nonostante le obiezioni del papato, l'Inquisizione e il clero furono posti dal 1478 sotto la giurisdizione reale da Sisto IV con sede a Toledo.
Nel 1480 l'ultra-cattolica Isabella introdusse in Castiglia l'Inquisizione e quattro anni dopo Ferdinando ne consentì l'operato anche in Aragona.
Inoltre Ferdinando stabilì il principio della conformità religiosa, per cui fu attuata l'espulsione degli ebrei con decreto del 31 marzo del 1492,, cioè quelli che non accettavano di convertirsi al cristianesimo o salvo battesimo (salvo bautismo) e la conversione forzosa degli abitanti del regno di Granada, nel 1503, ai quali però la regina Isabella aveva garantito il diritto alla libertà religiosa al momento della capitolazione del reame musulmano.

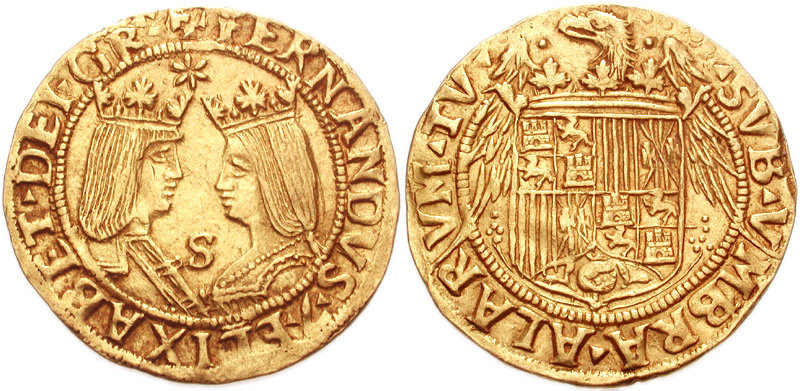
Moneta aurea con i Re cattolici di Spagna

L'azione della Santa Inquisizione era diretta in particolar modo contro i moriscos e i marrani, rispettivamente i musulmani e gli ebrei falsamente convertiti al cristianesimo. Ciò portò alla dispersione degli ebrei sefarditi soprattutto nel bacino del Mediterraneo, in particolare nei territori dell'Impero ottomano, dove trovarono una maggiore tolleranza religiosa. Molti continuavano a professare segretamente la loro religione, pur essendosi convertiti. Chi veniva scoperto era bruciato vivo sul rogo e i suoi beni erano confiscati dalla Corona, pratica che divenne piuttosto diffusa per finanziare le casse del regno. Gli ebrei convertiti inoltre subivano in ogni caso discriminazioni sociali ed economiche: erano loro vietati particolari mestieri, venivano additati come marranos, in lingua spagnola maiali, e spesso si arrivò a segregarli in determinati quartieri-ghetto delle città, chiamati Juderias.
Alla caduta di Granada, il papa Innocenzo VIII conferì a Isabella e al marito Ferdinando il titolo di "Maestà cattolica". In cambio, la sovrana fece omaggio al successore spagnolo Alessandro VI Borgia del primo oro arrivato dalle Americhe, del quale fu rivestito il soffitto della basilica di Santa Maria Maggiore.

### La disputa con il Portogallo e l'inizio dello sfruttamento delle colonie

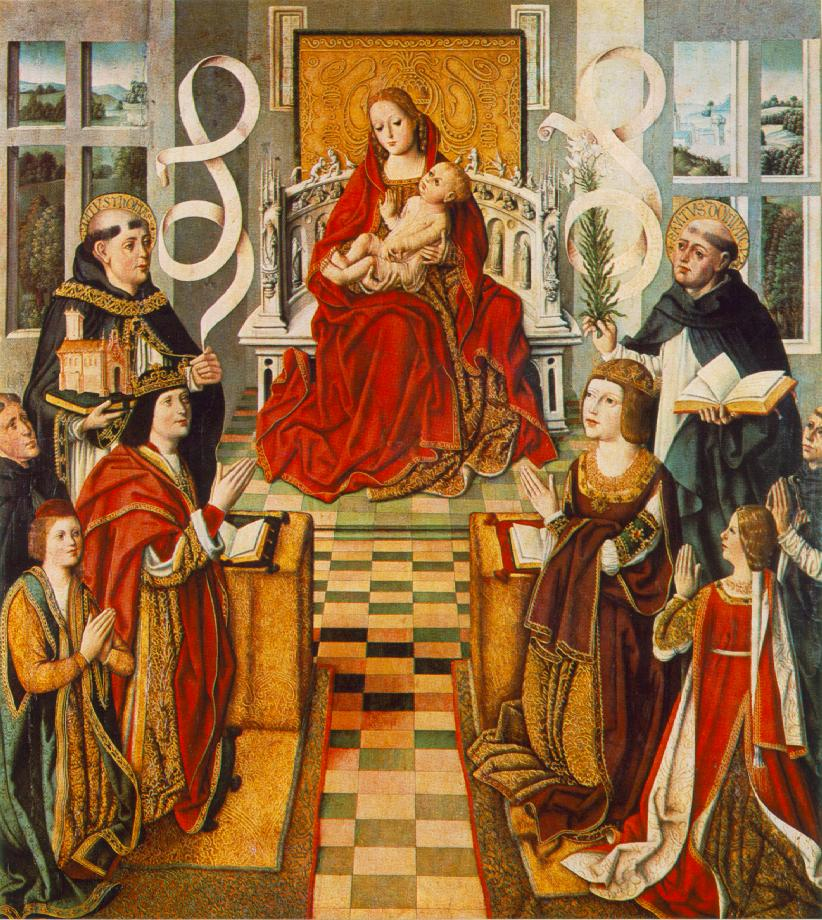
Madonna dei Re Cattolici, pittura del 1491-1493; Ferdinando II e il principe Giovanni alla destra della Madonna e Isabella alla sinistra

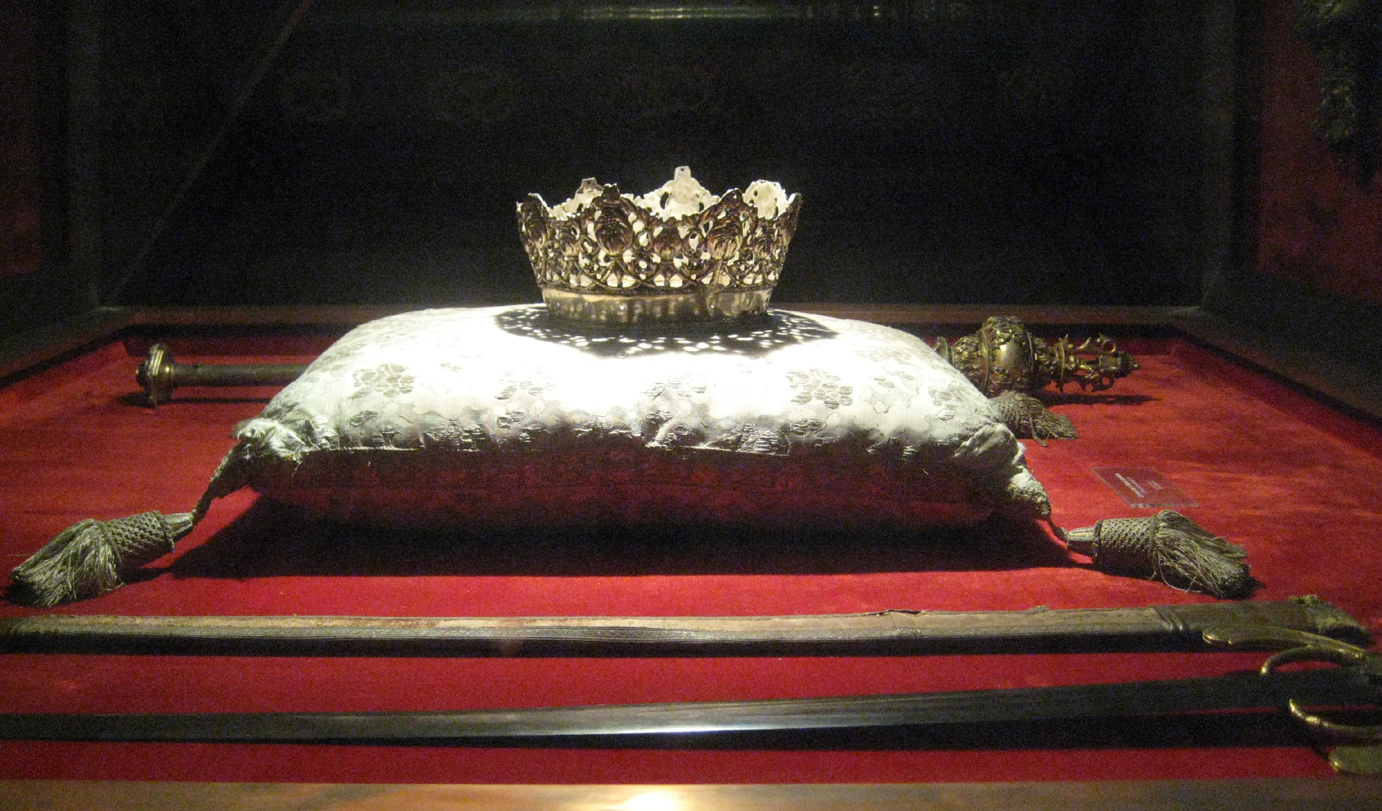
Cattedrale di Granada: corona e scettro di Isabella

Cristoforo Colombo aveva sottoposto il suo piano di circumnavigare la terra, per arrivare alle Indie al re del Portogallo Giovanni II, ma quest'ultimo aveva buoni motivi per ritenere che il progetto da lui seguito di doppiare l'Africa non avrebbe portato a risultati sicuri.
Colombo si rivolse così ai Re Cattolici, guadagnandosi le simpatie di Isabella che, dopo diversi anni di attesa, accettò il progetto del navigatore assieme al marito e ciò gli permise di partire in loro nome. I motivi dell'appoggio erano molti: in primo luogo il bisogno di consolidare le finanze del regno, unito alla speranza di trovare nuove ricchezze nelle lontane terre di cui si cominciava a favoleggiare; inoltre, il costo per l'impresa era relativamente contenuto, e non si poteva certo correre il rischio che Cristoforo si rivolgesse al re di Francia Carlo VIII, che avrebbe potuto aggiudicarsi un grosso affare ai danni dei reali coniugi spagnoli.
La spedizione di Colombo, come si sa, ebbe fortuna e dopo la scoperta dell'America Isabella si preoccupò di sfruttarne le risorse, non senza impegnarsi a cristianizzare gli indigeni.
Ma al ritorno di Colombo dopo il primo viaggio il re del Portogallo Giovanni II ebbe modo di incontrare l'ammiraglio, approdato prima a Madera e poi a Lisbona, dove era rimasto circa dieci giorni; il re ebbe il sospetto che, secondo il trattato di Toledo del 1480, le terre scoperte fossero nella zona di influenza del Portogallo, e quindi intendeva inviare in quelle terre, appena scoperte, delle caravelle.
Ferdinando II di Aragona propose di risolvere la questione con un negoziato, ma, prima di attuarlo, convinse papa Alessandro VI, spagnolo di nascita, a promulgare una bolla (4 maggio 1493), secondo la quale tutte le terre a ovest e a sud di una linea tracciata a cento leghe dalle isole del Capo Verde alle Azzorre, sarebbero state della Spagna. Il 26 settembre, il pontefice sottoscrisse una nuova bolla ancora più penalizzante per il Portogallo.
Giovanni II alla guerra preferì la trattativa, che portò al trattato di Tordesillas (firmato a Tordesillas, in Castiglia, il 7 giugno 1494) che divise il mondo al di fuori dell'Europa in un duopolio esclusivo tra la Spagna e il Portogallo. Il trattato venne ratificato dalla Spagna il 2 luglio, e dal Portogallo il 5 settembre 1494.
Nella sua convinzione di dovere cristianizzare le nuove terre Isabella si impegnò attivamente a difesa degli indios delle Antille che erano stati inviati come schiavi in Spagna nel 1496: diede ordine al suo inviato speciale, Francisco de Bobadilla, di riportarli in America e di destituire Colombo per alcuni suoi supposti abusi; l'ammiraglio fu arrestato, ma poi liberato con le scuse dei Re Cattolici.

### Politiche matrimoniali

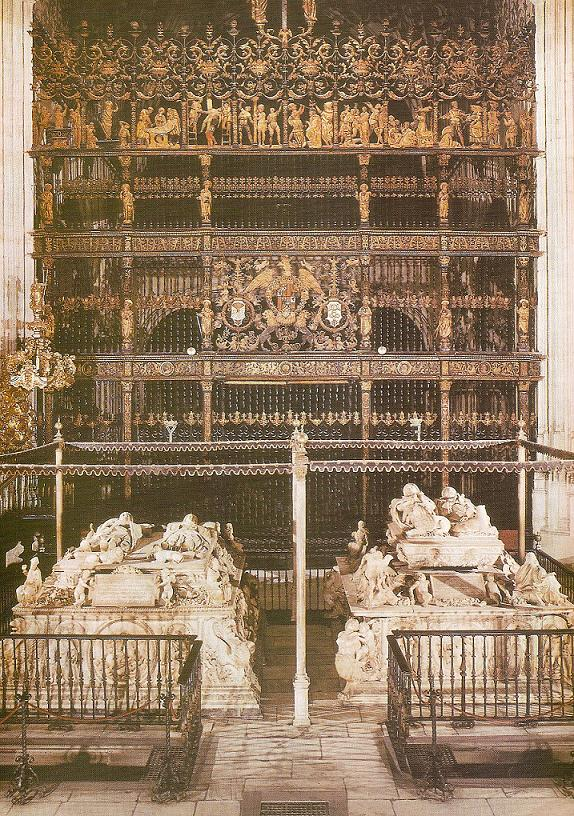
Cattedrale di Granada: monumento funebre di Isabella, Ferdinando II, Giovanna la Pazza e Filippo il Bello

Per aumentare la loro potenza e per isolare la Francia con le sue pericolose mire espansionistiche, Ferdinando e Isabella misero in atto una proficua politica matrimoniale, attraverso i cinque figli:
- Isabella (1470-1498) sposò Alfonso d'Aviz, erede al trono della corona portoghese e in seconde nozze Manuele I re del Portogallo;
- Giovanni (1478-1497) sposò Margherita d'Asburgo figlia dell'Imperatore Massimiliano I;
- Giovanna (1479-1555) divenne moglie di Filippo d'Asburgo detto il Bello, anch'egli figlio dell'imperatore Massimiliano I.
- Maria (1482-1517) sposò il vedovo della sorella Manuele I di Portogallo;
- Caterina (1485-1536) fu la sposa di Arturo d'Inghilterra e quando questo morì fu consorte, poi ripudiata, di suo fratello, Enrico VIII Tudor.

### Morte

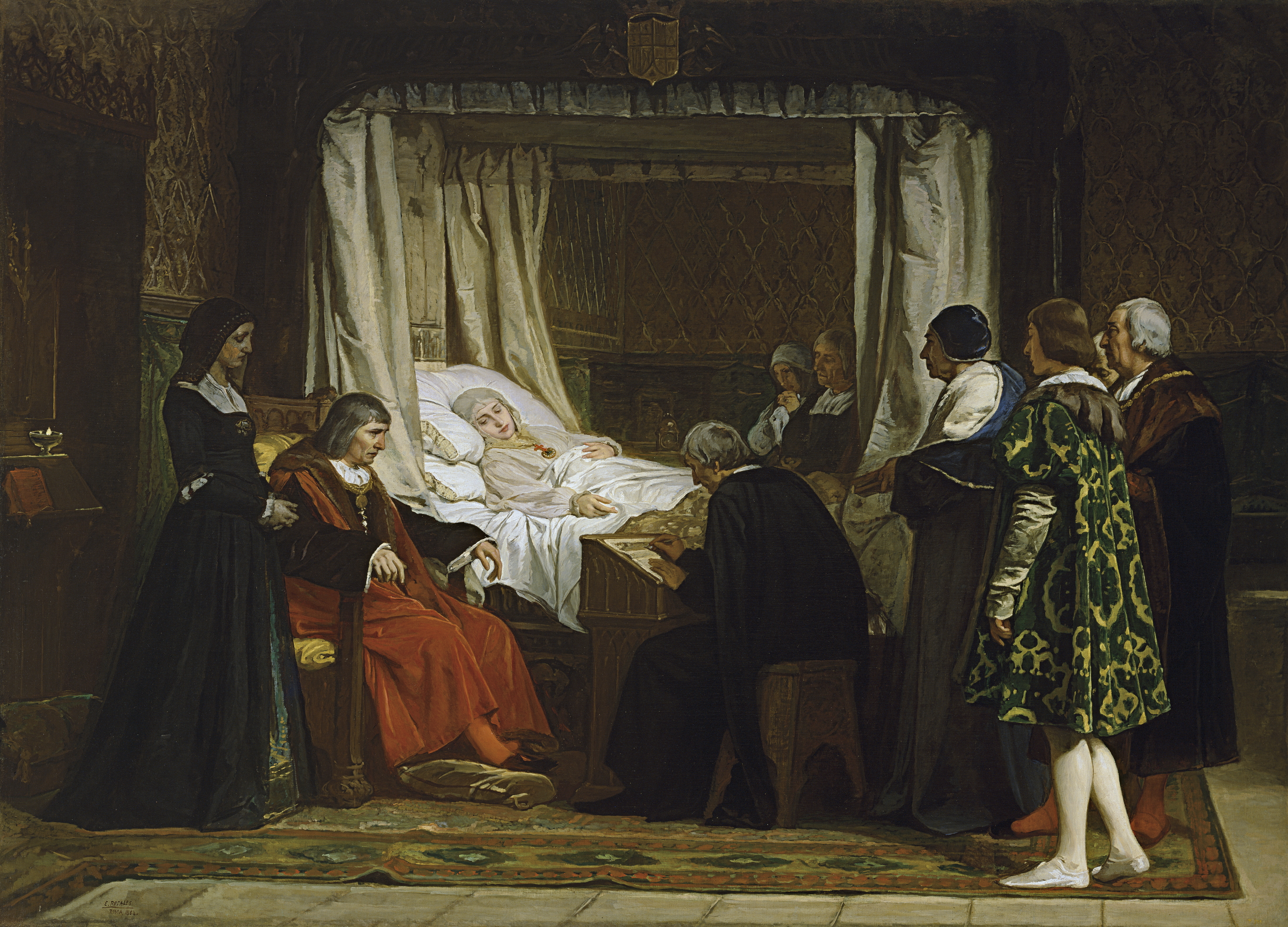
Eduardo Rosales, Il testamento di Isabella la Cattolica, 1864, Museo del Prado

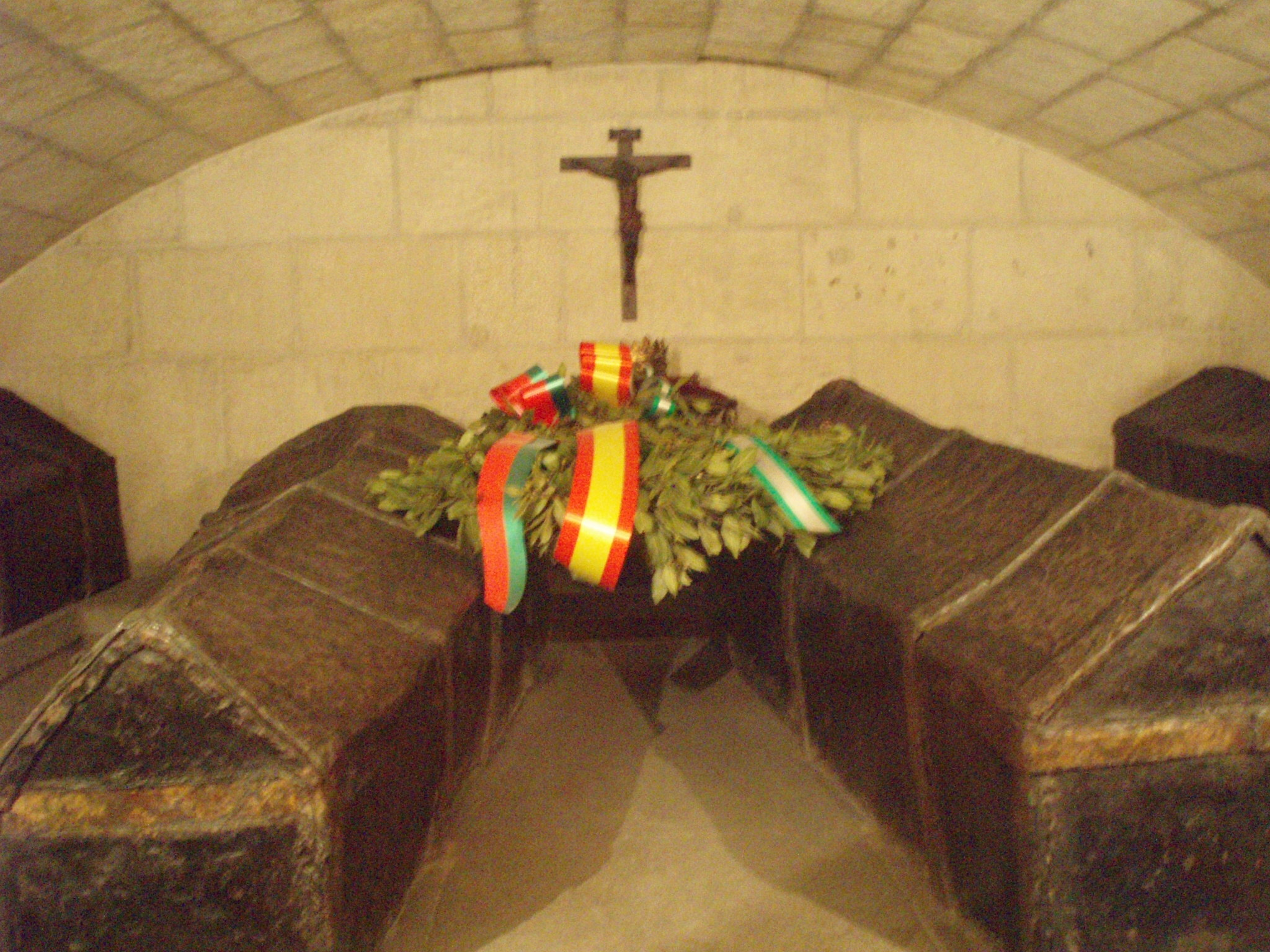
Cattedrale di Granada: cripta con i sarcofagi (al centro) di Isabella I e di Ferdinando II

Ricoverata a Medina del Campo (Valladolid), per un cancro all'utero, Isabella morì il 26 novembre 1504 nel palazzo reale di Medina del Campo, privando molti della loro più ardente sostenitrice, soprattutto Colombo e Córdoba. Sul trono di Castiglia le successe la figlia terzogenita Giovanna detta la Pazza, mentre la reggenza venne rivendicata sia dal marito Filippo il Bello sia dal padre Ferdinando.

Isabella lasciò nel proprio testamento la raccomandazione di rispettare i nativi delle Indie:
 Dapprima fu tumulata nella chiesa di San Francisco della Alhambra, il 18 dicembre del 1504, secondo il suo desiderio. Attualmente Isabella è sepolta nella Cappella reale di Granada, in un fastoso sepolcro (che fu profanato durante l'invasione francese del 1800), costruito dal nipote Carlo di Gand, re di Spagna con il nome di Carlo I, poi imperatore del Sacro Romano Impero, Carlo V.
Nel sepolcro si trovano anche il marito Ferdinando II di Aragona, la figlia Giovanna la Pazza con suo marito, Filippo il Bello, la figlia prediletta di Isabella, Isabella, regina del Portogallo con il figlioletto Michele della Pace d'Aviz. I sarcofagi si trovano nella cripta sottostante il monumentale cenotafio. Nel museo della Cappella Reale si possono vedere la corona e lo scettro della regina Isabella.

## Discendenza
Isabella ebbe da Ferdinando sette figli, cinque dei quali sopravvissuti, ma un solo maschio, premorto ai genitori. Di conseguenza, i regni di Aragona e Castiglia vennero infine ereditati dal nipote Carlo, poi anche imperatore del Sacro Romano Impero:
- Isabella (1470 - 1498). Fu regina del Portogallo, ma morì di parto mettendo al mondo il suo unico figlio, Michele, che morì infante;
- Figlio nato morto (31 maggio 1475). Isabella si trovava a Cebreros quando entrò in travaglio prematuramente, abortendo;
- Giovanni, Principe delle Asturie (1478 - 1497). Erede al trono e unico maschio della coppia, premorì ai genitori senza lasciare discendenza;
- Giovanna, Regina di Castiglia (1479 - 1555). Ereditò la Castiglia da sua madre, ma fu dichiarata pazza, soprannome con cui passò alla storia, e rinchiusa da suo padre. Il regno passò quindi a suo figlio Carlo;
- Maria (1482 - 1517). Fu Regina del Portogallo sposando il vedovo di sua sorella Isabella;
- Nato morto (1° luglio 1482). Nato all'alba, era il gemello di Maria, ma le fonti sono discorde sul genere;
- Caterina (1485–1536). Regina d'Inghilterra come moglie di Enrico VIII, che per ripudiarla diede vita allo Scisma Anglicano.

## Ascendenza
|                          |                           |                                            | Genitori                                   |  |  | Nonni |  |  | Bisnonni                |  |  | Trisnonni              |  |
|                          |                           |                                            |                                            |  |  |       |  |  | Giovanni I di Castiglia |  |  | Enrico II di Castiglia |  |
|                          |                           |                                            |                                            |  |  |       |  |  | Giovanni I di Castiglia |  |  | Enrico II di Castiglia |  |
|                          |                           | Giovanna Manuele                           |                                            |  |  |       |  |  | Giovanni I di Castiglia |  |  |                        |  |
| Enrico III di Castiglia  |                           |                                            |                                            |  |  |       |  |  | Giovanni I di Castiglia |  |  |                        |  |
|                          |                           | Eleonora d'Aragona                         | Pietro IV di Aragona                       |  |  |       |  |  |                         |  |  |                        |  |
|                          |                           | Eleonora d'Aragona                         | Pietro IV di Aragona                       |  |  |       |  |  |                         |  |  |                        |  |
|                          |                           | Eleonora d'Aragona                         | Eleonora di Sicilia                        |  |  |       |  |  |                         |  |  |                        |  |
| Giovanni II di Castiglia |                           | Eleonora d'Aragona                         |                                            |  |  |       |  |  |                         |  |  |                        |  |
|                          |                           | Giovanni Plantageneto, I duca di Lancaster | Edoardo III d'Inghilterra                  |  |  |       |  |  |                         |  |  |                        |  |
|                          |                           | Giovanni Plantageneto, I duca di Lancaster | Edoardo III d'Inghilterra                  |  |  |       |  |  |                         |  |  |                        |  |
|                          |                           | Giovanni Plantageneto, I duca di Lancaster | Filippa di Hainaut                         |  |  |       |  |  |                         |  |  |                        |  |
| Caterina di Lancaster    |                           | Giovanni Plantageneto, I duca di Lancaster |                                            |  |  |       |  |  |                         |  |  |                        |  |
|                          |                           | Costanza di Castiglia                      | Pietro I di Castiglia                      |  |  |       |  |  |                         |  |  |                        |  |
|                          |                           | Costanza di Castiglia                      | Pietro I di Castiglia                      |  |  |       |  |  |                         |  |  |                        |  |
|                          |                           | Costanza di Castiglia                      | Maria di Padilla                           |  |  |       |  |  |                         |  |  |                        |  |
| Isabella di Castiglia    |                           | Costanza di Castiglia                      |                                            |  |  |       |  |  |                         |  |  |                        |  |
|                          | Giovanni I del Portogallo | Pietro I del Portogallo                    |                                            |  |  |       |  |  |                         |  |  |                        |  |
|                          | Giovanni I del Portogallo | Pietro I del Portogallo                    |                                            |  |  |       |  |  |                         |  |  |                        |  |
|                          | Giovanni I del Portogallo | Teresa Lourenço                            |                                            |  |  |       |  |  |                         |  |  |                        |  |
| Giovanni d'Aviz          | Giovanni I del Portogallo |                                            |                                            |  |  |       |  |  |                         |  |  |                        |  |
|                          |                           | Filippa di Lancaster                       | Giovanni Plantageneto, I duca di Lancaster |  |  |       |  |  |                         |  |  |                        |  |
|                          |                           | Filippa di Lancaster                       | Giovanni Plantageneto, I duca di Lancaster |  |  |       |  |  |                         |  |  |                        |  |
|                          |                           | Filippa di Lancaster                       | Bianca di Lancaster                        |  |  |       |  |  |                         |  |  |                        |  |
| Isabella d'Aviz          |                           | Filippa di Lancaster                       |                                            |  |  |       |  |  |                         |  |  |                        |  |
|                          |                           | Alfonso I di Braganza                      | Giovanni I del Portogallo                  |  |  |       |  |  |                         |  |  |                        |  |
|                          |                           | Alfonso I di Braganza                      | Giovanni I del Portogallo                  |  |  |       |  |  |                         |  |  |                        |  |
|                          |                           | Alfonso I di Braganza                      | Inês Pires                                 |  |  |       |  |  |                         |  |  |                        |  |
| Isabella di Braganza     |                           | Alfonso I di Braganza                      |                                            |  |  |       |  |  |                         |  |  |                        |  |
|                          |                           | Beatriz Pereira de Alvim                   | Nuno Álvares Pereira                       |  |  |       |  |  |                         |  |  |                        |  |
|                          |                           | Beatriz Pereira de Alvim                   | Nuno Álvares Pereira                       |  |  |       |  |  |                         |  |  |                        |  |
|                          |                           | Beatriz Pereira de Alvim                   | Leonor de Alvim                            |  |  |       |  |  |                         |  |  |                        |  |
|                          |                           | Beatriz Pereira de Alvim                   |                                            |  |  |       |  |  |                         |  |  |                        |  |